# Viktor Bauer (1876)
Viktor Moritz Peter Maria Bauer (2. dubna 1876 Brno – 3. srpna 1939 Kunvald) byl moravský velkostatkář německé národnosti, podnikatel v cukrovarnictví, cestovatel, rytíř, pilot, panevropsky zaměřený myslitel a poslanec Říšského sněmu.

## Životopis
Viktor Bauer byl nejstarším synem velkoprůmyslníka Viktora rytíře Bauera a Marietty Bauerové, rozené Chlumecké. Vzdělání získal na německém gymnáziu v Brně. Poté studoval práva v Lipsku, Ženevě a ve Vídni, kde v roce 1901 obdržel doktorát. Během studií se vydal na Blízký Východ a do severní Afriky, navštívil Sýrii, Turecko, Palestinu a Egypt. V letech 1903–1905 podnikl cestu kolem světa.
Od roku 1904 byl veřejným společníkem firmy Altrbrünner Zuckerfabrik des M. Bauer na Starém Brně. V roce 1906 však cukrovar vyhořel a nebyl již obnoven, proto se Viktor Moritz Peter věnoval provozu hrušovanské cukerní rafinerie. Roku 1906 byl členem c. k. zeměpisné společnosti ve Vídni. Byl také členem správní rady A. s. cukrovaru ve Šlapanicích a předsedou správní rady Zbýšovského kamenouhelného těžířstva, spol. s. r. o v Rosicích.
V roce 1908 navštívil Čínu, Japonsko a Kanadu. Roku 1909 v Bosně podnikl výzkum možností exportu pro výrobu rakouského průmyslu, v roce 1910 z pověření ministerstva dopravy navštívil Istanbul, Koncem roku 1911 pobýval v Albánii, kde zjišťoval informace o připravenosti Itálie na válku.
Po úmrtí otce v roce 1911 se spolu s bratrem Peterem Paulem stal veřejným společníkem firmy. Od roku 1912 se stal spolu s bratry veřejným společníkem firmy Drnowitzer Zuckerfabrik Offermann et Comp. ve Vyškově.
Byl v čele společnosti řídící provoz statků Spálov a Kunín. Po roce 1915 ve Hrušovanech u Brna vybudoval jeden z nejmodernějších cukrovarů. Rovněž pečoval o sociálně-hygienické zabezpečení svých dělníků. Stal se společníkem firmy Robert et Comp., provozující cukrovar v Židlochovicích, rovněž měl podíl v Offermanově rafinerii cukru ve Vyškově.
V letech 1926–1928 podnikl několik cest do USA a na Kubu, kde se v květnu 1928 zúčastnil panamerického kongresu v Havaně. Do roku 1933 navštívil ještě řadu evropských zemí.
Zemřel roku 1939 v Kunvaldu. Pohřben byl v rodinné hrobce na Ústředním hřbitově v Brně.

### Zájmy

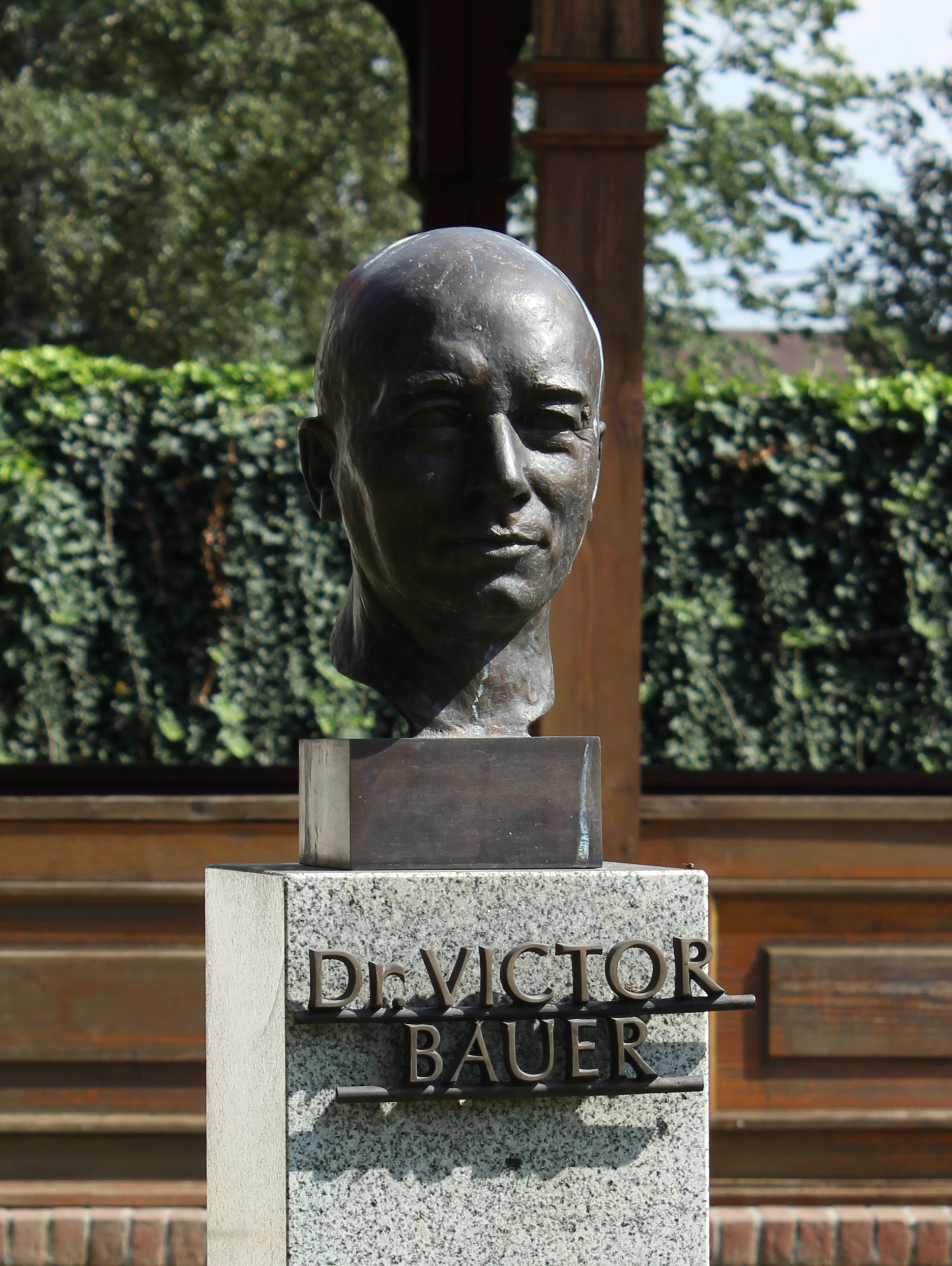
Bauerova busta na zámku v Kuníně

Měl zájem o architekturu a umění. Přátelil se s Adolfem Loosem, jenž mu vytvořil interiér reprezentativního sálu v Bauerově zámečku, který se nachází v areálu Brněnského výstaviště. Od Adolfa Loose je též Bauerova vila v Hrušovanech u Brna. Portrétovali ho malíři Oskar Kokoschka a Egon Schiele.
Pozemky v Brně-Pisárkách, které vlastnil, daroval městu Brnu, aby zde mohlo vybudovat Brněnské výstaviště. U zámečku v zahradě nechal venkovní posilovnu, kterou s rodinou a přáteli využíval. Na pozemcích darovaných městu byl zpočátku vystavěn lunapark.
V roce 1910 složil řidičské zkoušky na řízení automobilu. Zajímal se také o letectví, roku 1911 složil pilotní zkoušky, čímž se stal jedním z prvních pilotů v Rakousko-Uhersku.

### Rodinný život
Jeho ženou byla Margareta Bauerová (1886–1963).

## V kultuře

### Výstavy
- Adolf Loos – Viktor Bauer, Konfiskované vzpomínky - Muzeum hlavního města Prahy – Centrum památek moderní architektury, 12. 4. – 15. 6. 2018.